# William Coors
William Kistler "Bill" Coors
(Colorado, 11 augustus 1916 - 13 oktober 2018) was een Amerikaans chemicus en bierbrouwer. Hij was een kleinzoon van Adolph Coors (1847-1929), de oprichter van de Coors Brewing Company. Hij is 64 jaar bij het bedrijf betrokken geweest en was lid van de raad van bestuur van 1973 tot 2003. Hij werd in augustus 2016 100 jaar.

## Biografie
William Coors werd op 11 augustus 1916 geboren. Hij is de zoon van Adolph Coors II en Alice Kistler May (1885-1970), en de broer van Adolph Coors III (1915-1960) en Joseph Coors Sr. (1917-2003).
Coors haalde zijn bachelor aan Princeton University in 1938. Vervolgens haalde hij in 1939 zijn master in chemische technologie.
Coors kreeg drie dochters met zijn eerste vrouw, Geraldine, die leed aan alcoholisme en hier uiteindelijk aan overleed.
In 1960, werd Williams broer Adolph III ontvoerd en vermoord.
William trouwde in de jaren 60 met zijn huidige vrouw, Phyllis. Ze hebben een zoon, Scott.
Geraldine, de oudste dochter van Coors pleegde zelfmoord op 5 augustus 1983. Ze was op dat moment 40 en leed aan depressie.

## Carrière
William Coors begon in het familiebedrijf als chemicus voor de Coors Brewing Company.
Coors wordt gezien als de uitvinder van het recyclebare aluminium blikje, dat nu standaard is in de bierindustrie. In de jaren 50 vroeg Coors zijn vader, Adolph Coors II om 250.000 dollar om te kunnen experimenteren met aluminium blikjes. Aan het begin van de jaren 60 was het recyclen van blikjes haalbaar geworden en gaf het bedrijf klanten een cent terug als ze hun blikjes inleverden.
Coors werd in 1973 verkozen voor de raad van bestuur van het bedrijf. Toen de bedrijfsonderdelen die niet met bier te maken hadden (bijvoorbeeld Coors Ceramics Co.) in 1992 afgescheiden werden van Adolph Coors Co. was hij de voorzitter van de bestuursraden van beide bedrijven.
In 2003, toen hij 87 jaar oud was, stopte Coors als voorzitter van de bestuursraden van de Adolph Coors Company en de Coors Brewing Company. Hij bleef echter wel aan het bedrijf verbonden als technisch adviseur.

## Politieke standpunten
William Coors was minder uitgesproken over zijn politieke standpunten dan zijn broer Joseph. Met de publieke oppositie die Joseph Coors voerde tegen het Equal Rights Amendment haalde hij zich de woede van veel feministen op de hals. William Coors was echter voor dit amendement.

### Beschuldiging van racisme
William Coors kreeg veel kritiek op een opmerking die hij maakte op 23 februari 1984, tijdens een seminar van het Minority Business Development Center in Denver. Hij zou gezegd hebben dat "...voorouders hier tegen hun wil, in ketens heen gesleurd werden… ik zou jullie aanraden om terug te gaan naar het land waar je voorouders vandaan komen, dan zul je zien dat het feit dat je voorouders hierheen gesleept zijn het beste is dat je ooit is overkomen, en dat meen ik." Hij zou ook hebben gezegd dat de economische problemen in Afrika veroorzaakt werden door "een gebrek aan intellectuele capaciteit."
Coors bood de volgende dag in een persconferentie zijn verontschuldigingen aan voor zijn "onfortuinlijke woordkeuze en gebrek aan sensitiviteit," en zei te hopen dat zijn toewijding aan minderheidsgroepen meer invloed had dan zijn woorden. Hij zei dat zijn woorden door Rocky Mountain News, dat hij later aanklaagde voor laster, uit de context waren gehaald. Een aantal mensen dat bij de toespraak aanwezig was geweest beweerde dat de opmerkingen niet beledigend waren. In 1987 liet hij de aanklacht tegen Rocky Mountain News vallen, nadat een artikel over de goede verstandhouding tussen Coors en de minderheidsgemeenschap gepubliceerd werd. Hierin stond ook dat de krant spijt had van het artikel van 24 februari 1984.
De NAACP stelde een informele boycot van Coors in tijdens een meeting op 2 maart in Los Angeles. Op dat moment boycotte AFL-CIO het bedrijf al zeven jaar in verband met een arbeidsconflict. Ten minste 500 drankenwinkels in Zuid-Californië sloten zich aan bij de boycott van de NAACP, die vijf dagen later opgeschort werd toen er een overeenkomst met het bedrijf bereikt werd. In september tekende de Adolph Coors Company een overeenkomst met Operation PUSH en de NAACP om 325 miljoen dollar te investeren in zwarte gemeenschappen gedurende vijf jaar. Ook werden er miljoenen gestort bij banken die in handen waren van zwarte ondernemers en werd er 8,8 miljoen dollar gespendeerd in mediabedrijven van zwarte ondernemers. In oktober werd er een vergelijkbare deal gesloten met het American GI Forum en La Raza voor 300 miljoen dollar. Dit was de eerste van zulke overeenkomsten tussen La Raza en een andere organisatie.

## Beklede posities
- President - Coors Brewing Company
- Voorzitter - Coors Brewing Company
- President - Castle Rock Foundation
- Oprichter - The Future 500
- Honorair voorzitter - SEED
- Beheerder - Colorado School of Mines